# 달동네 (드라마)
《달동네》는 1980년 10월 1일부터 이듬해 9월 5일까지 방영된 일일연속극이다.
당초 TBC에서 인기리에 방영되다가, 1980년 12월 1일 언론통폐합으로 인해 동양텔레비전 TBC-TV가 KBS로 인수 합병되면서 KBS에서 그대로 이어 받아 방영하였으며, 채널은 동양텔레비전 TBC-TV를 이어받은 KBS 2TV가 아닌 KBS 1TV에서 방영되었다.
또한 초창기에는 흑백으로 방영되었다가 1980년 12월 1일부터, 컬러 방송이 시작되면서 컬러로 방영되었다.
한편, 이 드라마는 평균 시청률이 60%대에 육박하면서 방영 내내 주간 시청률이 전체 1,2위를 기록할 정도로 엄청난 인기를 끌었다.

## 주제가
- 제목 : 달동네
- 작사 : 조용호
- 작곡 : 길옥윤
- 노래 : 미애

## 주제가 가사
하늘 안고 옹기종기 모여 사는 우리들
기쁠 때는 같이 웃고 괴로울 때에 한마음
걸어온 길목들은 서로 달라도
앞으로 가는 길은 크고 환한 길
새벽부터 한밤까지 근심 잘 날 없어도
마음만은 부자라네 우리 동네 달동네

## 방송 기간, 방송 시간
| 방송 채널 | 방송 기간                                   | 방송 시간                                      | 방송 분량 |
| --------- | ------------------------------------------- | ---------------------------------------------- | --------- |
| TBC-TV    | 1980.10.1~5                                 | 수~금 밤 8:35~9:00 토 · 일요일 밤 10:10~35     | 25        |
| TBC-TV    | 1980.10.6                                   | 월 밤 8:35~9:00                                | 25        |
| TBC-TV    | 1980.10.7                                   | 화 밤 8:30~9:00                                | 30        |
| TBC-TV    | 1980.10.8~12                                | 수~금 밤 8:35~9:00 토 · 일요일 밤 10:10~35     | 25        |
| TBC-TV    | 1980.10.13~15                               | 월~수 밤 8:35~9:00                             | 25        |
| TBC-TV    | 1980.10.16                                  | 목 밤 9:45~10:10                               | 25        |
| TBC-TV    | 1980.10.17                                  | 금 밤 8:35~9:00                                | 25        |
| TBC-TV    | 1980.10.18                                  | 토 밤 10:10~35                                 | 25        |
| TBC-TV    | 1980.10.19                                  | 일요일 밤 9:40~10:05                           | 25        |
| TBC-TV    | 1980.10.20~11.2                             | 평일 밤 8:35~9:00 토 · 일요일 밤 10:10~35      | 25        |
| TBC-TV    | 1980.11.3~7                                 | 평일 밤 8:30~9:00                              | 30분      |
| TBC-TV    | 1980.11.8                                   | 토 밤 10:00~25                                 | 25분      |
| TBC-TV    | 1980.11.9                                   | 일 밤 10:10~10:35                              | 25분      |
| TBC-TV    | 1980.11.10~11                               | 월요일 ~ 화요일 밤 8:30분 ~ 9:                 | 30분      |
| TBC-TV    | 1980.11.12                                  | 수 밤 8:05~8:35                                | 30분      |
| TBC-TV    | 1980.11.13                                  | 목~금 밤 8:30~9:00                             | 30분      |
| TBC-TV    | 1980.11.14                                  | 금 밤 8:35~9:00                                | 25분      |
| TBC-TV    | 1980.11.15                                  | 토 밤 10:00~10:25                              | 25분      |
| TBC-TV    | 1980.11.16                                  | 일 밤 10:10~35                                 | 30        |
| TBC-TV    | 1980.11.17~20                               | 월~목 밤 8:30~9:00                             | 30        |
| TBC-TV    | 1980.11.21                                  | 금 밤 9:45~10:15                               | 30        |
| TBC-TV    | 1980.11.22                                  | 토 밤 10:00~25                                 | 25        |
| TBC-TV    | 1980.11.23                                  | 일 밤 10:00~10:30                              | 30        |
| TBC-TV    | 1980.11.24~28                               | 평일 밤 8:30~9:00                              | 30        |
| TBC-TV    | 1980.11.30                                  | 일 저녁 6:50~7:50                              | 1:00      |
| KBS 1TV   | 일일연속극 1 (7시대)                        | 일일연속극 1 (7시대)                           |           |
| KBS 1TV   | 1980.12.1~21                                | 매주 월~금, 일 저녁 7:00~20                    | 20        |
| KBS 1TV   | 1980.12.22~28                               | 매주 월~금 저녁 7:00~20, 일요일 저녁 6:40~7:00 | 20        |
| KBS 1TV   | 1981.1.5~18                                 | 매주 월~금, 일 저녁 7:00~7:20                  | 20        |
| KBS 1TV   | 1981.1.19~21                                | 월~수 저녁 7:00~7:20                           | 20        |
| KBS 1TV   | 1981.1.22~23                                | 목~금 저녁 7:50~8:10                           | 20        |
| KBS 1TV   | 1981.1.25일]]                               | 일요일 저녁 7:00~20                            | 20        |
| KBS 1TV   | 1981.1.26일]]                               | 월요일 저녁 7:40~8:00                          | 20        |
| KBS 1TV   | 1981.1.27~28                                | 화~수 저녁 7:50~8:10                           | 20        |
| KBS 1TV   | 1981.1.29~30                                | 목~금 저녁 7:00~20                             | 20        |
| KBS 1TV   | 일일연속극 1 (7시대) → 일일연속극 2 (8시대) |                                                |           |
| KBS 1TV   | 1981.2.1                                    | 일 밤 8:35~9:00                                | 25        |
| KBS 1TV   | 1981.2.2~22                                 | 매주 월~금, 일 밤 8:35~9:00                    | 25        |
| KBS 1TV   | 1981.2.23                                   | 월요일 밤 8:35~9:00                            | 25        |
| KBS 1TV   | 1981.2.24                                   | 화 밤 8:05~30                                  | 25        |
| KBS 1TV   | 1981.2.25~27                                | 수~금 밤 8:35~9:00                             | 25        |
| KBS 1TV   | 1981.3.4~8                                  | 수~금, 일 밤 8:35~9:00                         | 25        |
| KBS 1TV   | 1981.3.9~22                                 | 매주 월요일 ~ 금요일, 일요일 밤 8:35분 ~ 9:00  | 25        |
| KBS 1TV   | 1981.3.23~24                                | 월요일 ~ 화요일 밤 8:35분 ~ 9:00               | 25        |
| KBS 1TV   | 1981.3.26~29                                | 목요일 ~ 금요일, 일요일 밤 8:35~9:00           | 25        |
| KBS 1TV   | 1981.3.30~4.5                               | 매주 월~금, 일 밤 8:35~9:00                    | 25        |
| KBS 1TV   | 1981.4.6~9.5                                | 매주 월~토 밤 8:35~9:00                        | 25        |

## 등장 인물
- 이낙훈(세무서 김 과장)
- 강부자(이무기 여사) : 떡방앗간 주인
- 김세윤(고현우) : 사위
- 노주현(김동혁) : 장남
- 백찬기(김동철) : 차남
- 이미숙(이혜란)
- 장미희(양양순)
- 김영기(김동욱) : 막내
- 안옥희(김동희) : 장녀
- 추송웅(탁상필) : 최화자 남편, 똑순이 아빠
- 서승현(최화자 여사) : 똑순이 엄마
- 김민희(탁순희) : 똑순이, 탁상필&최화자 부부 외동딸
- 연규진(박춘배) : 아들
- 김을동(장순덕 여사)
- 조옥희(오영숙)
- 구충서(염병권)
- 김형자(여옥순)
- 김종결(성석근)
- 최헌철(배서방)
- 차화연(딸 박춘자)
- 김소유(조덕자)
- 이동진(박달근)
- 최란(하순이)
- 송창신
- 윤초희
- 반문섭
- 김하림
- 박영목(노영수)
- 김일란
- 이계영
- 전광렬(노상은) : 영수 맏아들
- 이기선(노상욱) : 영수 외동딸
- 안소영 : 강유림 역
- 김인문(금덕칠) : 노총각
- 선우용여(오송심)
- 원미경
- 권오현
- 사미자(함은숙) : 영수 처
- 김동수(노상래) : 영수 막내아들

## 제작진
- 극본 : 나연숙
- 연출 : 김재형
- 기술감독 : 정구언
- 영상 : 서희근
- 음향 : 김동섭
- 조명 : 박장환
- 녹화 : 정인태
- 미술감독 : 장종선
- 타이틀 : 김복균
- 디자인 : 서정남
- 소품 : 손인국
- 분장 : 전예출
- 음악 : 백명재
- 주제가 작사 : 조용호
- 작곡 : 길옥윤
- 노래 : 미애
- 카메라 : 황기득, 윤석균, 오창근, 김정수, 홍성철, 김용정
- 조연출 : 홍순호

## 결방 사유 및 편성 변경
- 1980년
  - 12월 14일 : 〈전통문화의 창조적 계승 대축제〉 방송으로 인해 결방
  - 12월 27일 :  《쇼80 - 가요의 세계》 방송으로 인해 저녁 6시 40분로 앞당겨 방송
- 1981년
  - 1월 1일 : 신년 특집 〈출발 1981〉 방송으로 인해 결방
  - 1월 2일 : 신년 특집 드라마 《옛날, 나 어릴 적에》 방송으로 결방
  - 1월 4일 : 신년 특집 〈토정비결을 벗긴다〉와 〈신춘귀즈대회〉 방송으로 인해 결방
  - 2월 2일 : 《달동네》하고 《두 여인》의 시간대를 맞바꿔 7시에서 8시 35분으로 옮김.
  - 2월 3일 : WBC 플라이급 타이틀 매치 〈박찬희 VS 오쿠마〉 위성 중계로 인해 결방
  - 9월 4일 : 〈일본 갑자원 우승팀 초청 한일고교야구〉 중계로 인해 결방
  - 9월 5일 : 밤 8시 10분부터 9시까지 최종회 방영

## 참고 사항
- 당초 똑순이 역에는 추송웅의 딸 추상미가 낙점되었으나 어머니의 반대로 무산됐다.[1]

## 기타
- KBS 영상자료실에 구 동양방송 일부만이 41회, 42회 보관되어 있으며, JTBC에는 57회가 보관되어 있으나 다른 회차들은 자료가 대부분 유실되어서 현존하고 있지 않는 것으로 알려져 있다.